# Graeme Clifford
Graeme Clifford (* 27. September 1942 in Sydney, Australien) ist ein australischer Filmeditor und Filmregisseur.

## Leben
Sein Debüt als Editor gab Clifford 1972 mit dem Film Spiegelbilder, der von Robert Altman inszeniert wurde. Bis einschließlich 1981 zeichnete er bei sechs weiteren Produktionen für den Filmschnitt verantwortlich. 1976 war er erstmals auch als Regisseur tätig und inszenierte eine Episode der Fernsehserie Mit Schirm, Charme und Melone. Es folgten zwei Dutzend weitere Film- und Fernsehproduktionen, bei denen er Regie führte. 1982 drehte er mit Frances seinen ersten Spielfilm.  Zuletzt trat er 2007 als Regisseur in Erscheinung. Für seinen Filmschnitt von Wenn die Gondeln Trauer tragen war er 1974 für den Saturn Award in der Kategorie Bester Schnitt nominiert.
Graeme Clifford ist verheiratet und Vater eines Kindes.

## Filmografie (Auswahl)

### Als Editor
- 1972: Spiegelbilder (Images)
- 1973: Wenn die Gondeln Trauer tragen (Don’t Look Now)
- 1975: The Rocky Horror Picture Show
- 1976: Der Mann, der vom Himmel fiel (The Man Who Fell to Earth)
- 1978: F.I.S.T. – Ein Mann geht seinen Weg (F.I.S.T.)
- 1981: Wenn der Postmann zweimal klingelt (The Postman Always Rings Twice)

### Als Regisseur
- 1982: Frances
- 1988: Gleaming Heart – Rebellen auf Skateboards (Gleaming the Cube)
- 1992: Ruby Cairo
- 1994: Past Tense – Abgründe der Leidenschaft (Past Tense)
- 1996: Ende der Unschuld (A Loss of Innocence)
- 1997: Der letzte Pate (The Last Don, Miniserie)
- 1998: Im Netz der Dunkelheit (My Husband's Secret Life)
- 1999: The Last Witness – Nur tote Zeugen schweigen (Caracara)
- 2002: Sieg um jeden Preis (Crossing the Line)
- 2004: Family Sins – Familie lebenslänglich (Family Sins)
- 2007: Sexy, clever und über 40 (Write & Wrong)